# محكمة الشعب (ألمانيا)

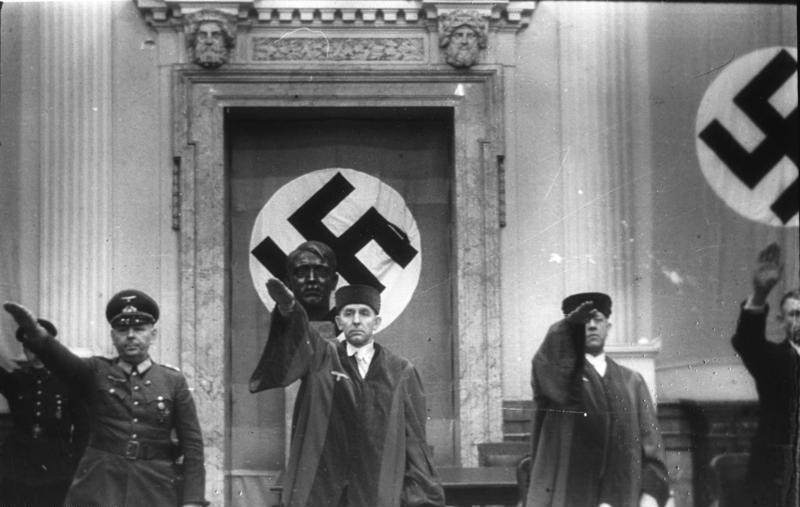
أعضاء المحكمة يؤدي التحية النازية لمحاكمة ضباط الجيش الألماني الذين حاولوا اغتيال أدولف هتلر، سنة 1944

محكمة الشعب (بالألمانية: Volksgerichtshof)‏ هي محكمة تابعة للرايخ الألماني الأعظم، أسست سنة 1934 بأمر من الفوهرر أدولف هتلر، وكانت تهدف النظام القضائي في الرايخ الألماني على محاكمة عدد من الأشخاص بتهم عدة ومنها سياسية واقتصادية وقضية أمنية وعسكرية، إلا أن الأشهر لمحكمة الشعب الألمانية هي حُكُم الإعدام بحق السياسيين والعسكريين الذين خالفوا الأوامر في حالات الحرب، وكثير من المؤرخين أكدوا أن محكمة الشعب هي مجرد محاكمة شكلية.

## أشهر المحاكمة
أشهر المحاكمة هي محاكمة ضباط وسياسيين من ينتمون لحركة 20 يوليو الذين يهدفون لاغتيال هتلر سنة 1944، حيث تم إعدام عدد من الضباط ومن بينهم هينينغ فون تريسكو، إدوارد فاغنر وكلاوس فون شتاوفنبرج.